# Ringo Starr & His All-Starr Band
Ringo Starr & His All-Starr Band es un supergrupo de rock con formaciones cambiantes liderado por el músico británico Ringo Starr, antiguo baterista de The Beatles. Desde su fundación en 1989, Starr ha salido de gira con dieciséis variaciones de la banda, en la que según sus propias palabras, «todo el mundo en el escenario es una estrella por derecho propio». El concepto original del grupo fue creado por el productor David Fishof, con una formación cambiante en cada gira donde los músicos que acompañan a Starr se suman al proyecto dependiendo de su disponibilidad. Con más de tres décadas y media de trayectoria, los conciertos se dividen entre canciones interpretadas por Starr, de su trayectoria con The Beatles o en solitario, y temas de los integrantes del grupo. 

## Miembros
| Edición/Año                              | Formación |
| ---------------------------------------- | --- |
| Primera All-Starr Band 1989              | - Ringo Starr: batería y voz - Joe Walsh (Eagles): piano, guitarra y voz - Nils Lofgren (The E Street Band): guitarra, acordeón y coros - Dr. John: piano y coros - Billy Preston: teclados - Rick Danko (The Band): bajo y coros - Levon Helm (The Band): batería, armónica y coros - Clarence Clemons (E Street Band): saxofón, pandereta y coros - Jim Keltner: batería Invitados - Zak Starkey: batería - Garth Hudson (The Band): acordeón - Bruce Springsteen: guitarra (un concierto) - John Candy: pandereta - Paul Schaffer (5 de agosto de 1989) - Tom Lofgren (8 de agosto de 1989) - Max Weinberg: batería (en varios conciertos)                                                |
| Segunda All-Starr Band 1992              | - Ringo Starr: batería y voz - Joe Walsh (Eagles): piano, guitarra y voz - Nils Lofgren (The E Street Band): guitarra y acordeón - Todd Rundgren (Nazz, Utopia y The New Cars): guitarra, teclados, percusión y coros - Dave Edmunds (Rockpile y Love Sculpture): guitarra y coros - Burton Cummings (The Guess Who): teclados, guitarra, pandereta, armónica y coros - Timothy B. Schmit (Poco y Eagles): bajo, guitarra y coros - Zak Starkey: batería - Timmy Cappello: saxofón, percusión y coros Invitados - Harry Nilsson: voz en "Without You" (última aparición en público) - Jeff Healey - Tom and Mike Lofgren - Hoyt Axton - Bonnie Raitt - Gary Busey                            |
| Tercera All-Starr Band 1995              | - Ringo Starr: batería y coros - Randy Bachman (Bachman-Turner Overdrive y The Guess Who): guitarra y coros - Mark Farner (Grand Funk Railroad): guitarra, armónica y coros - Billy Preston: teclados y coros - Felix Cavaliere (The Rascals): órgano, teclados y coros - John Entwistle (The Who): bajo y coros - Zak Starkey: batería - Mark Rivera: saxofón, percusión, guitarra y coros Invitados - Joe Walsh (Eagles y James Gang): guitarra y voz (un concierto) - Steven Tyler (Aerosmith): batería (19 de julio de 1995) - Max Weinberg - Slash - Stevie Nicks |
| Cuarta All-Starr Band 1997–1998          | - Ringo Starr: batería y voz - Peter Frampton (Humble Pie): guitarra y coros - Gary Brooker (Procol Harum): teclados, órgano y coros - Jack Bruce (Cream): bajo, teclados, guitarra y coros - Simon Kirke (Free y Bad Company): batería y coros - Mark Rivera: saxofón, guitarra, órgano, teclados, percusión y coros - Scott Gordon: armónica Invitados - Ginger Baker (Cream): batería (varios conciertos) - Leo Kottke - Bob Mayo - David A. Stewart (Eurythmics): guitarra y voz |
| Quinta All-Starr Band 1999               | - Ringo Starr: batería y voz - Todd Rundgren (Nazz, Utopia y The New Cars): guitarra, percusión y voz - Gary Brooker (Procol Harum): órgano, teclados y voz - Jack Bruce (Cream): bajo, teclados y voz - Simon Kirke (Free and Bad Company): batería y voz - Timmy Cappello: saxofón, teclados, armónica, guitarra y voz Invitados - Ginger Baker (Cream): batería (varios conciertos) Otros - Joe Walsh (Eagles y James Gang): guitarras y coros (18 de marzo) |
| Sexta All-Starr Band 2000                | - Ringo Starr: batería y voz - Dave Edmunds (Rockpile and Love Sculpture): guitarra y voz - Eric Carmen (Raspberries): teclados, guitarra, bajo y voz - Jack Bruce (Cream): bajo, teclados y voz - Simon Kirke (Free y Bad Company): batería y voz - Mark Rivera: saxofón, armónica y voz Invitados - Andy Summers (The Police): guitarra (un concierto) |
| Séptima All-Starr Band 2001              | - Ringo Starr: batería y voz - Roger Hodgson (Supertramp): guitarra, teclados y voz - Ian Hunter (Mott The Hoople): guitarra, teclados y voz - Howard Jones: teclados y voz - Greg Lake (Emerson, Lake & Palmer y King Crimson): bajo, guitarra acústica y voz - Sheila E.: batería y voz - Mark Rivera: saxofón, percusión, guitarra, bajo, armónica, flauta y voz |
| Octava All-Starr Band 2003               | - Ringo Starr: batería y voz - Colin Hay (Men at Work): guitarra y voz - Paul Carrack (Ace, Squeeze, Mike and the Mechanics, Roxy Music): teclados, guitarra y voz - John Waite (The Babys y Bad English): bajo, guitarra y voz - Sheila E.: batería y voz - Mark Rivera: saxofón, flauta, bajo, guitarra y voz Invitados - Simon Kirke: batería (un concierto) - Steven Van Zandt (E Street Band): voz (un concierto) - Mark Hudson: voz (un concierto) - Gary Burr: voz (un concierto) |
| Novena All-Starr Band 2006               | - Ringo Starr: batería y voz - Billy Squier: guitarra y voz - Richard Marx: guitarra, teclados y voz - Edgar Winter: teclados, saxofón y voz - Rod Argent (The Zombies y Argent): órgano, teclados y voz - Sheila E.: batería y voz - Hamish Stuart (Average White Band): bajo y voz |
| Décima All-Starr Band 2008               | - Ringo Starr: batería y voz - Billy Squier: guitarra, bajo y voz - Colin Hay (Men at Work): guitarra y voz - Edgar Winter: teclados, saxofón y voz - Gary Wright (Spooky Tooth): teclados y voz - Hamish Stuart (Average White Band): bajo, guitarra y voz - Gregg Bissonette (David Lee Roth): batería y voz Invitados - Levon Helm (The Band): batería (un concierto) |
| Undécima All-Starr Band 2010–2011        | - Ringo Starr: batería y voz - Wally Palmar (The Romantics): guitarra, armónica y voz - Rick Derringer (The McCoys, Johnny Winter): guitarra y voz - Edgar Winter: teclados, saxofón y voz - Gary Wright (Spooky Tooth): teclados y voz - Richard Page (Mr. Mister): bajo y voz - Gregg Bissonette: batería y coros Invitados - Paul McCartney: bajo y voz (un concierto) - Joe Walsh: guitarra y coros (un concierto) - Jeff Lynne: coros (un concierto) - Jim Keltner: batería (un concierto) - Zak Starkey: batería (un concierto) - Mark Rivera: saxofón, percusión y coros (gira por Latinoamérica)                                                                                     |
| Duodécima All-Starr Band 2012–2013       | - Ringo Starr: batería, percusión, teclados y voz - Steve Lukather (Toto): guitarra y voz - Gregg Rolie (Santana y Journey): órgano, teclados y voz - Todd Rundgren (Nazz, Utopia y The New Cars): guitarra, armónica, bajo, percusión, teclados y voz - Richard Page (Mr. Mister): bajo, guitarra acústica y voz - Mark Rivera: saxofón, percusión, teclados, guitarra acústica y coros - Gregg Bissonette: batería, percusión y coros Invitados - Joe Walsh (Eagles y James Gang): guitarra y coros (varios conciertos) - Nils Lofgren (E Street Band): coros (un concierto) - Pat Mastelotto (Mr. Mister): batería (en Melbourne)                                                         |
| Treceava All-Starr Band 2014-2017        | - Ringo Starr: batería, percusión, teclados y voz - Steve Lukather (Toto): guitarra y voz - Gregg Rolie (Santana y Journey): órgano, teclados y voz - Todd Rundgren (Nazz, Utopia y The New Cars): guitarra, bajo, percusión, armónica, teclados y voz - Richard Page (Mr. Mister): bajo, guitarra acústica y voz - Warren Ham (Bloodrock y AD): saxofón, percusión, teclados y voz - Gregg Bissonette (David Lee Roth): batería, percusión y coros Invitados - Christopher Cross: coros (en Houston) |
| Decimocuarta All-Starr Band 2018         | - Ringo Starr: batería, percusión, teclados y voz - Steve Lukather (Toto): guitarra y voz - Gregg Rolie (Santana y Journey): órgano, teclados y voz - Colin Hay (Men At Work): guitarra, armónica y voz - Graham Gouldman: bajo y voz - Warren Ham (Bloodrock y AD): saxofón, percusión, teclados y voz - Gregg Bissonette (David Lee Roth): batería, percusión y coros |
| Quinceava All-Starr Band 2019-2021       | - Ringo Starr: batería, percusión, teclados y voz - Steve Lukather (Toto): guitarra y voz - Gregg Rolie (Santana y Journey): órgano, teclados y voz - Colin Hay (Men At Work): guitarra, armónica y voz - Hamish Stuart (Average White Band): bajo, guitarra y voz - Warren Ham (Bloodrock y AD): saxofón, percusión, teclados y voz - Gregg Bissonette (David Lee Roth): batería, percusión y coros Invitados - Wally Palmar: coros (en Los Angeles) - Richard Page: coros (en Los Angeles) - Edgar Winter: coros (en Los Angeles) - Eric Carmen: coros (en Los Angeles) - Joe Walsh: coros (en Los Angeles) - Jim Keltner: batería (en Los Angeles) - Nils Lofgren: coros (en Los Angeles) |
| Decimosexta All-Starr Band 2022-presente | - Ringo Starr: batería, percusión, teclados y voz - Steve Lukather (Toto): guitarra y voz - Edgar Winter: teclados, saxofón, percusión y voz - Colin Hay (Men At Work): guitarra y voz - Hamish Stuart (Average White Band): bajo, guitarra y voz - Warren Ham (Bloodrock y AD): saxofón, percusión, teclados y voz - Gregg Bissonette (David Lee Roth): batería, percusión y coros Invitados - Buck Johnson: teclados y coros (en varios conciertos) - Jim Keltner: batería (en Los Angeles) - David Paich: coros (en Los Angeles) - Benmont Tench: coros (en Los Angeles) |

## Discografía
- 1990: Ringo Starr and His All-Starr Band
- 1993: Ringo Starr and His All Starr Band Volume 2: Live from Montreux
- 1997: Ringo Starr and His third All-Starr Band: Volume 1
- 2001: The Anthology... So Far
- 2002: King Biscuit Flower Hour Presents Ringo & His New All-Starr Band
- 2004: Tour 2003
- 2008: Ringo Starr & His All Starr Band Live 2006
- 2010: Live at the Greek Theatre
- 2013: Ringo at the Ryman (DVD)
- 2022: "Live at the Greek Theatre 2019"